# Нежданов, Николай Павлович
Николай Павлович Нежданов — советский хозяйственный, государственный и политический деятель, Герой Социалистического Труда.

## Биография
Родился в 1932 году в Артёмовском. Член КПСС.
С 1947 года — на хозяйственной, общественной и политической работе. В 1947—1992 гг. — ученик контролёра отдела технического контроля, бригадир слесарей на Уральском заводе тяжёлого машиностроения имени Орджоникидзе, в Советской Армии, бригадир монтажников строительного управления «Нефтеюганскгазстрой», бригадир комплексной комсомольско-молодёжной хозрасчётной бригады строительно-монтажного управления №44 треста «Мегионгазстрой», бригадир «Самотлорнефтепромстроя».
Указом Президиума Верховного Совета СССР от 5 октября 1973 года присвоено звание Героя Социалистического Труда с вручением ордена Ленина и золотой медали «Серп и Молот».
За разработку и внедрение новых высокоэффективных научно-технических и инженерных решений освоения в короткие сроки Самотлорского нефтяного месторождения в составе коллектива был удостоен Государственной премии СССР в области техники 1977 года.
Избирался депутатом Верховного Совета РСФСР 10-го и 11-го созывов.
Умер в Нижневартовске в 2004 году.